# 蘇弗里耶爾
蘇弗里耶爾（Soufrière）是加勒比海島國聖盧西亞蘇弗里耶爾區的一個城鎮，位於該島西南海岸，2010年人口1,463人，該城鎮由法國人建立於18世紀，得名於當地火山。